# Rollerpiste
Een rollerpiste of rolbaan is een meestal indoor geplaatste sportvoorziening bestaande uit een grote machine waarop een soort brede hellende lopende band aan de bovenzijde opwaarts in het rond draait. Het oppervlak waarop men skiet (de 'berghelling')  gaat naar boven, waardoor de skiër en boarder kunnen blijven afdalen zonder ooit beneden te komen. Rollerpistes worden gebruikt om het skiën en snowboarden te trainen zonder dat daar echte bergen aan te pas hoeven te komen. 
De snelheid van de rollende band kan aangepast worden aan het niveau van de 'afdaler'. Ook is de band bekleed met een kunststof die de ski's goed laat glijden.
In 7 trainingen kan een beginner de beginnersklas in de Alpen overslaan. Voor een gevorderde skiër of boarder kan de techniek en de conditie verder worden verbeterd.